# Сігішоара
Сігішоара (рум. Sighişoara) — місто у Центральній Румунії на р. Тирнава-Маре у повіті Муреш. Населення 28,1 тис. мешканців (2011).

## Історія

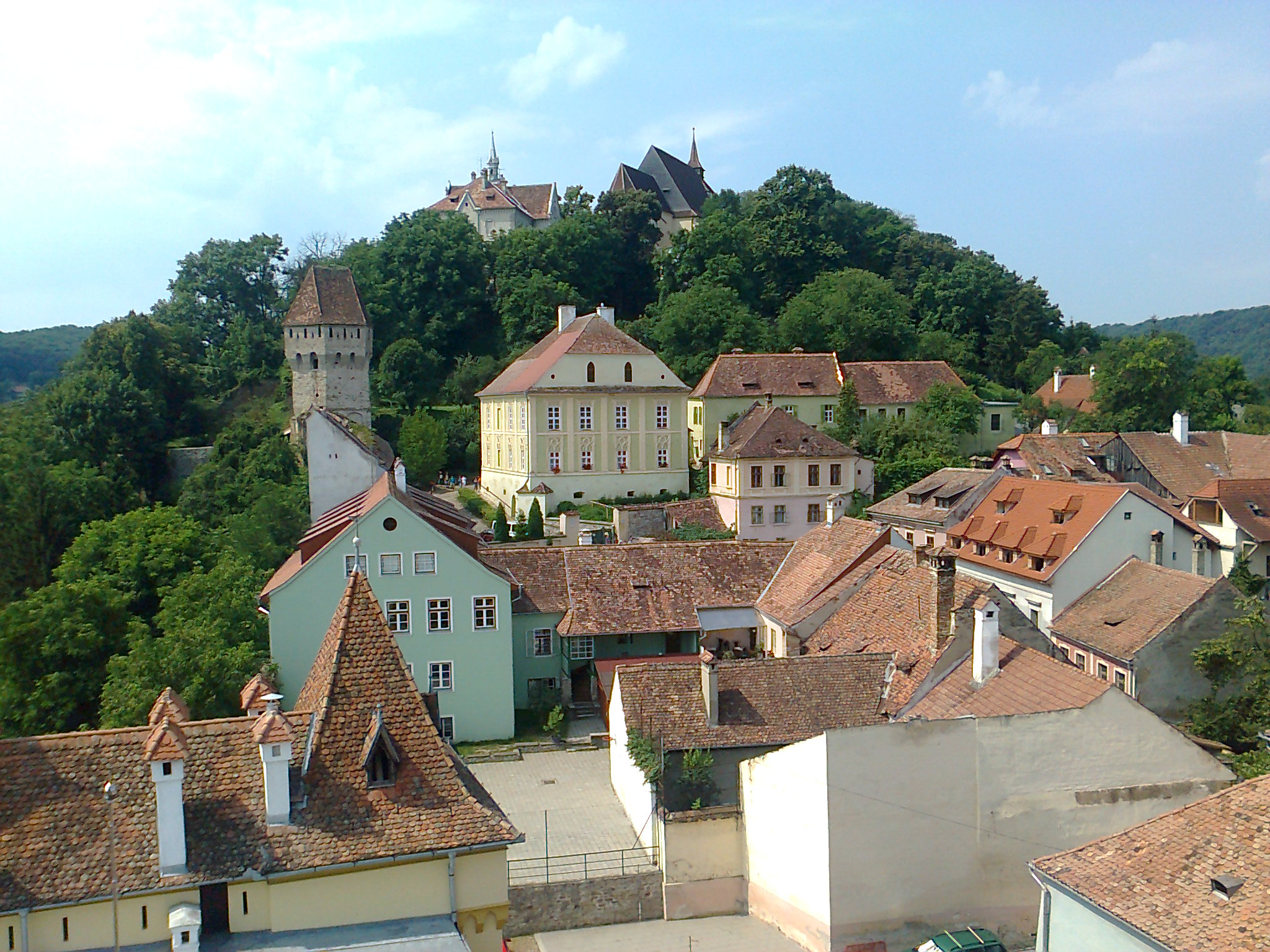
Вид на Сігішоару

Сігішоара відома в історії також під німецькою назвою Шесбурґ (нім. Schäßburg) та угорською — Шегешвар (Segesvár). Назву Сігішоара місто отримало 1435 р. Місто заснували німецькі колоністи із Саксонії. Перша документальна згадка про місто датується 1280 р. Вони побудували на пагорбі середньовічну фортецю, кілька храмів та всесвітньовідому Годинникову вежу.
У XIV ст. Шесбурґ став вільним містом, а у XVI ст. — одним із найрозвиненіших торгівльно-ремісничих міст Східної Європи, маючи 15 ремісничих цехів. У XV ст. у місті випускав свою монету вигнаний з Волощини господар Влад III Дракула, який до речі, тут і народився та провів юнацькі роки. У 1631 р. тут було обрано на угорський престол трансильванський князь Юрій Ракоці. Нижню частину міста було знищено землетрусом 1668 року та пожежею 1676 р., але впродовж наступного століття відбудовано наново.
У 1849 р. угорські повстанці зазнали нищівної поразки від російської армії під Сігішоарою. Серед загиблих у бою були генерал-майор Скарятин та видатний поет Шандор Петефі. У XIX ст. пам'ять про них увічнено встановленими пам'ятниками.

## Господарство
Текстильна та швейна (близько 50 % промислової продукції міста), скло-порцелянова (20 %), харчова (17 %), машинобудівна (11 %) промисловість. Підприємства з виробництва будматеріалів, деревообробки та поліграфічні.

## Пам'ятки архітектури
- кам'яні укріплення (13-14 ст.) із воротами та вежами, також Вежа із годинником висотою 64 м;
- готичні «монастирська» (13 ст.) та «нагорна» (14—15 ст.) церкви;
- міська забудова 17-18 ст.

## Світова спадщина ЮНЕСКО
Історичний центр міста Сігішоари було визнано 1999 року об'єктом Світової спадщини ЮНЕСКО за двома критеріями:
- ІІІ — центр міста є видатною пам'яткою культури так званих трансильванських саксонців, культури, що зникла за 850 років та продовжує існувати крізь свої архітектурні пам'ятки, що і донині збереглись;
- V — давнє місто-фортеця Сігішоари є видатним прикладом міста, започаткованого на межі латинської культури Центральної Європи та православно-візантійської культури південно-східної Європи.[5]

## Відомі мешканці міста
- Влад ІІІ Дракула
- Герман Оберт (Hermann Oberth) — один із «батьків» ракетної техніки та космонавтики, поруч із Ціолковським та Робертом Годдардом.
- Фрідріх Грюнангер — австрійський архітектор.
- Раду Война — румунський гандболіст, призер олімпійських ігор 1972, 1976 та 1980 рр.
- Йоган-Міхаель Акнер — археолог, досліджував історію Трансильванії.

## Міста-побратими
- Кишкунфеледьгаза, Угорщина
- Дінкельсбюль, Німеччина
- Баден, Швейцарія
- Блуа, Франція
- Чіта ді Кастело, Італія
- Замостя (Польща),  Польща

## Галерея

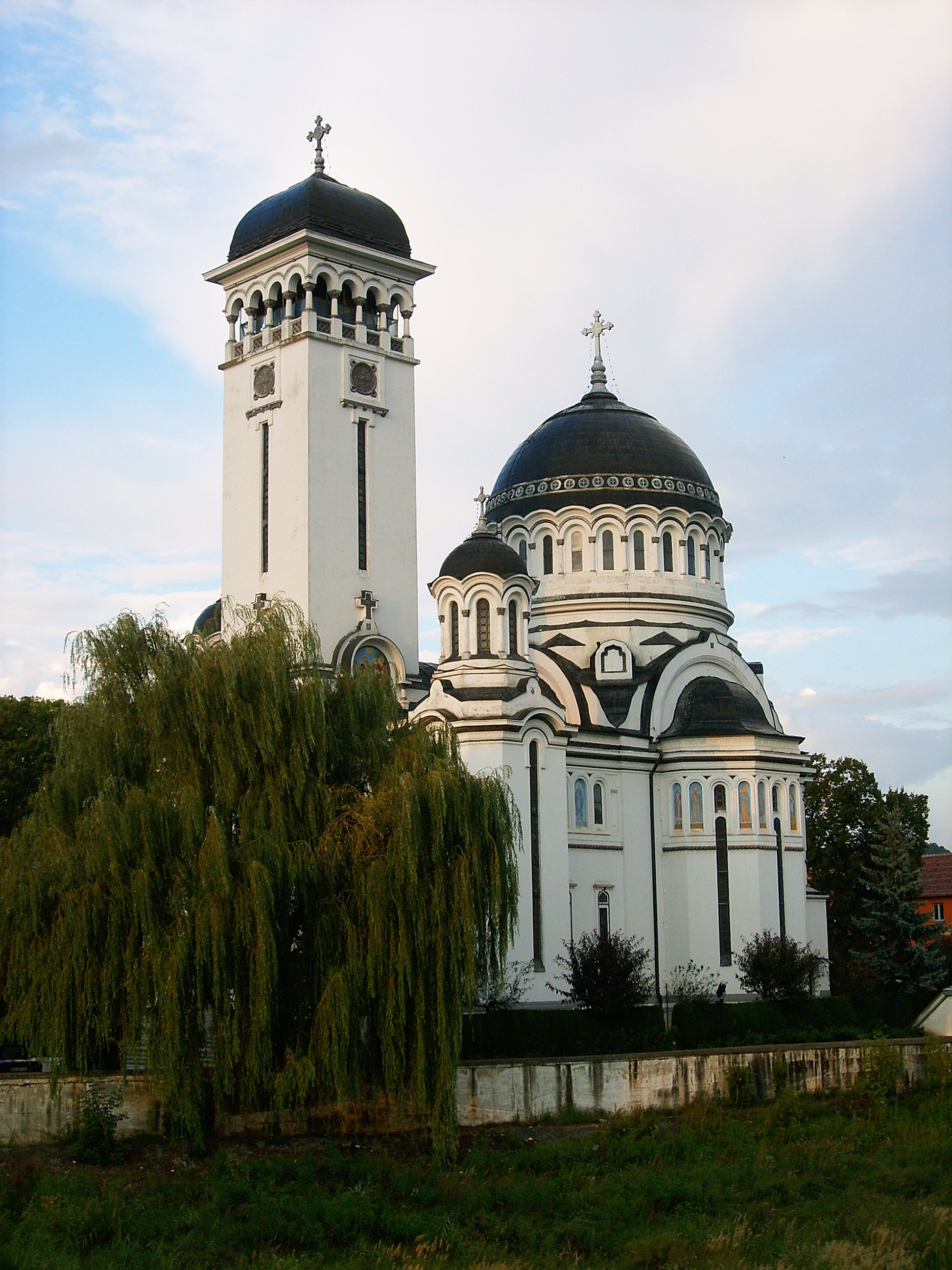
Православний Собор Св. Трійці
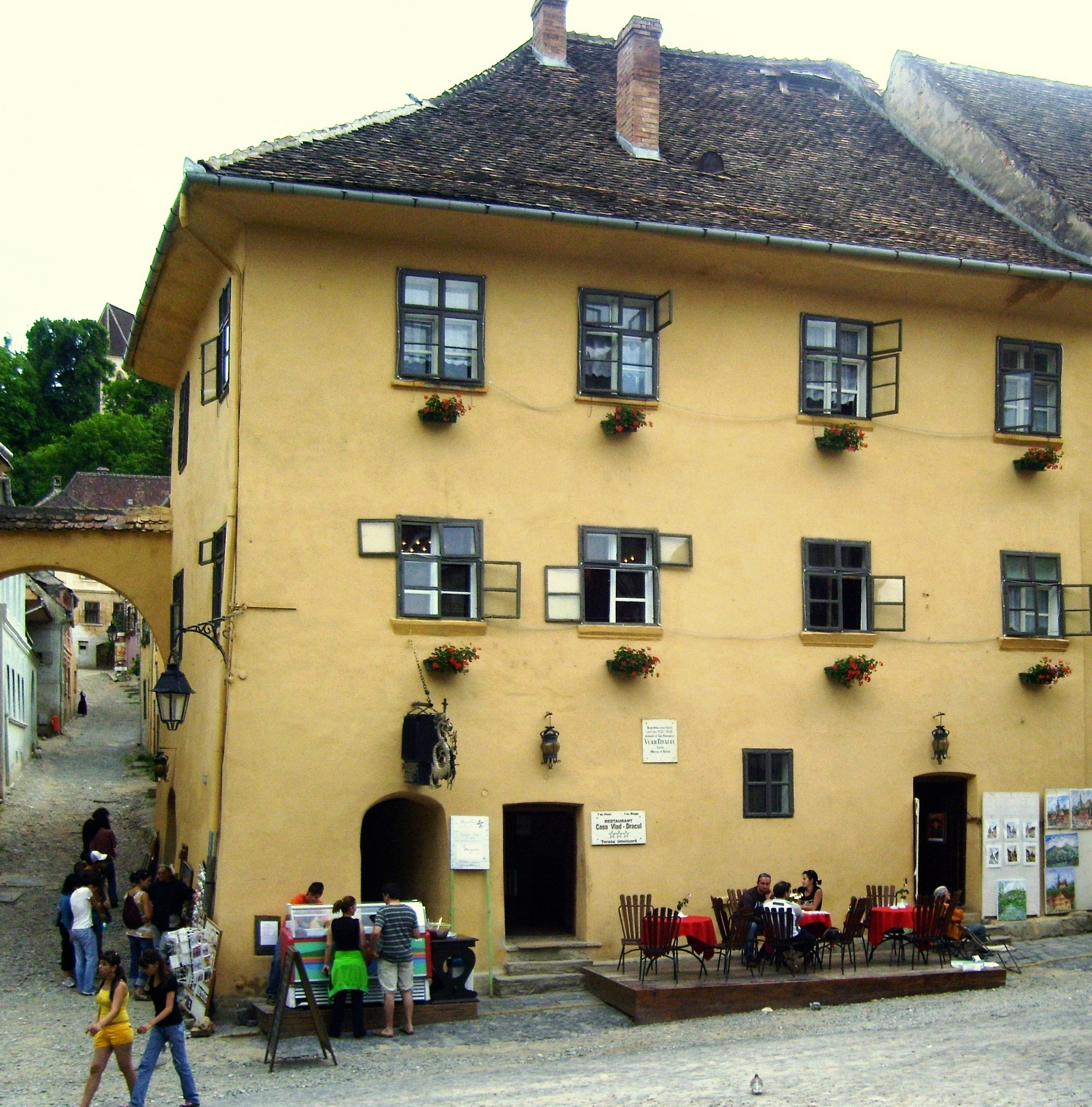
Будинок, де народився Влад Дракула
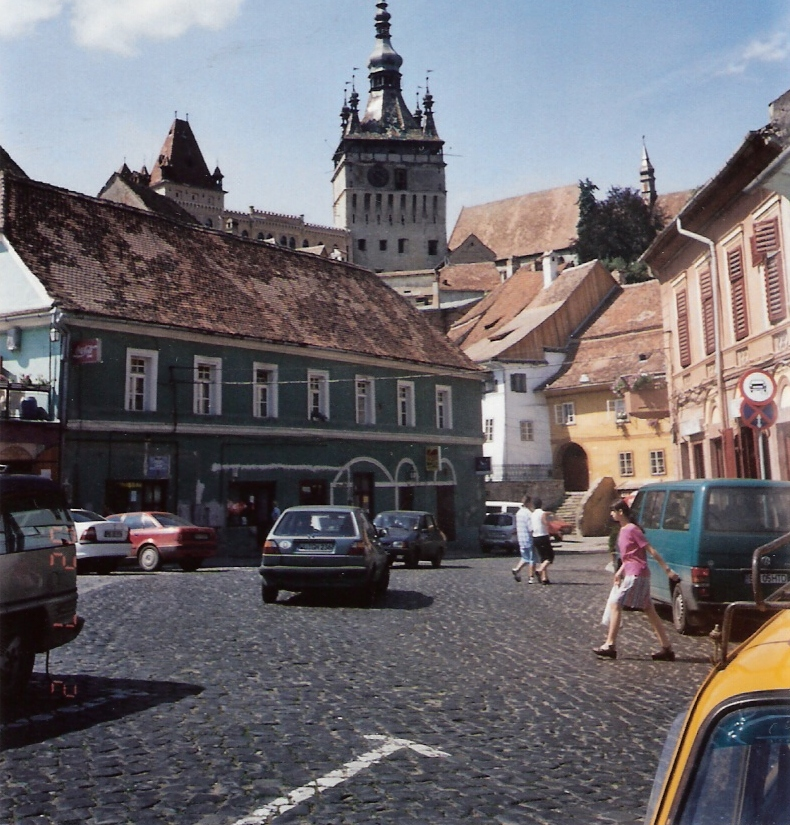
Центр міста
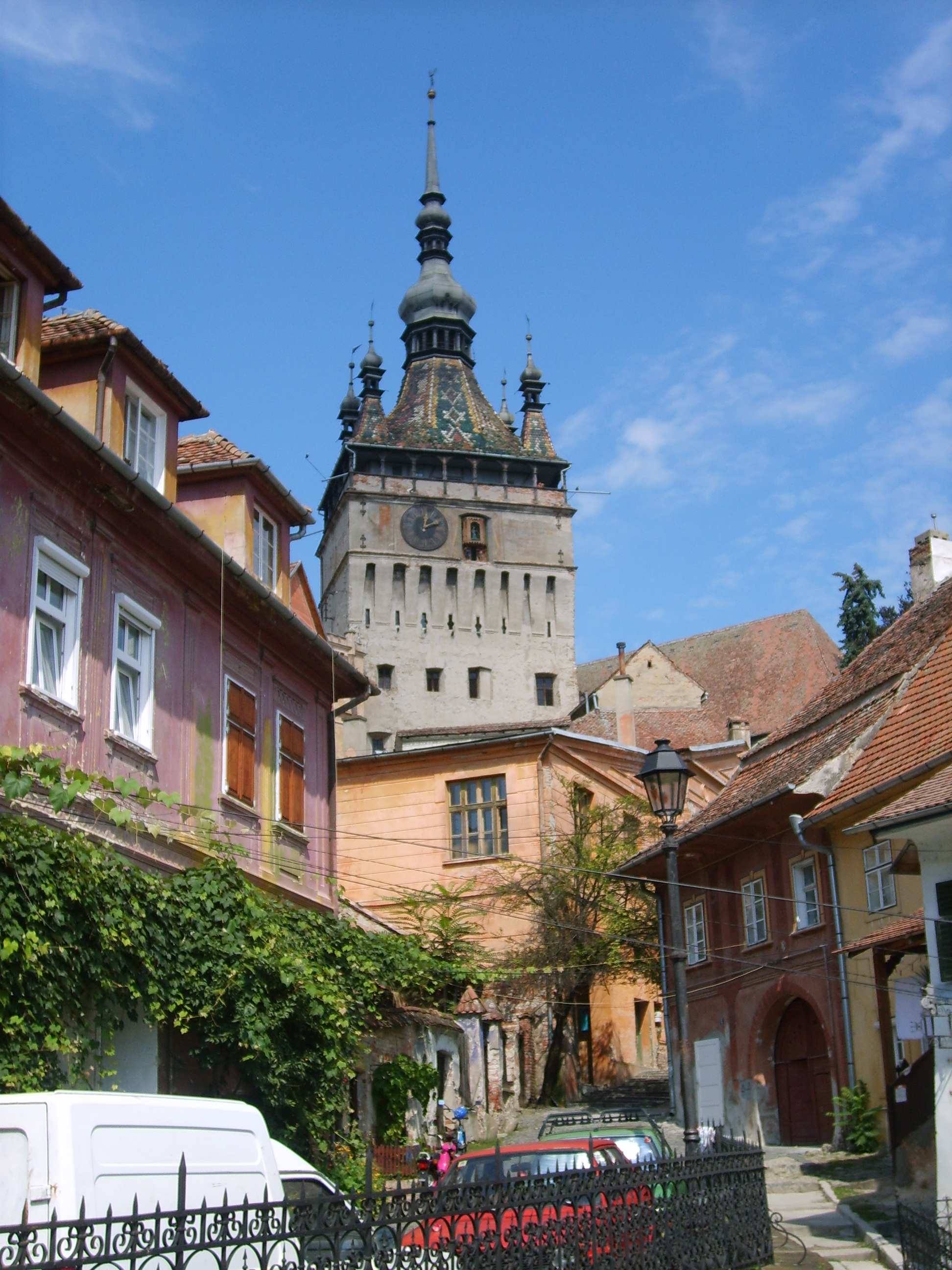
Годинникова вежа
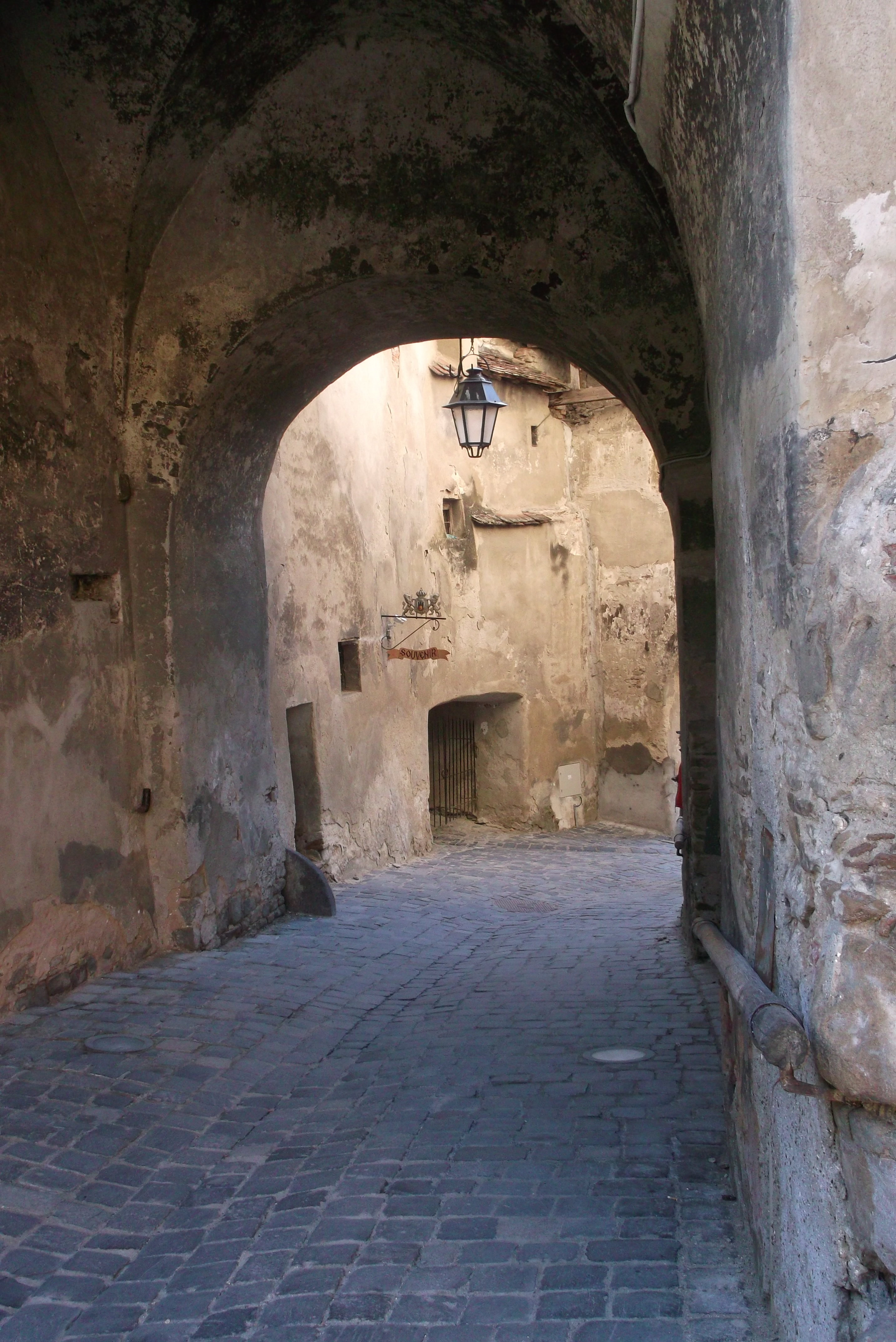
Вулиця в старому місті
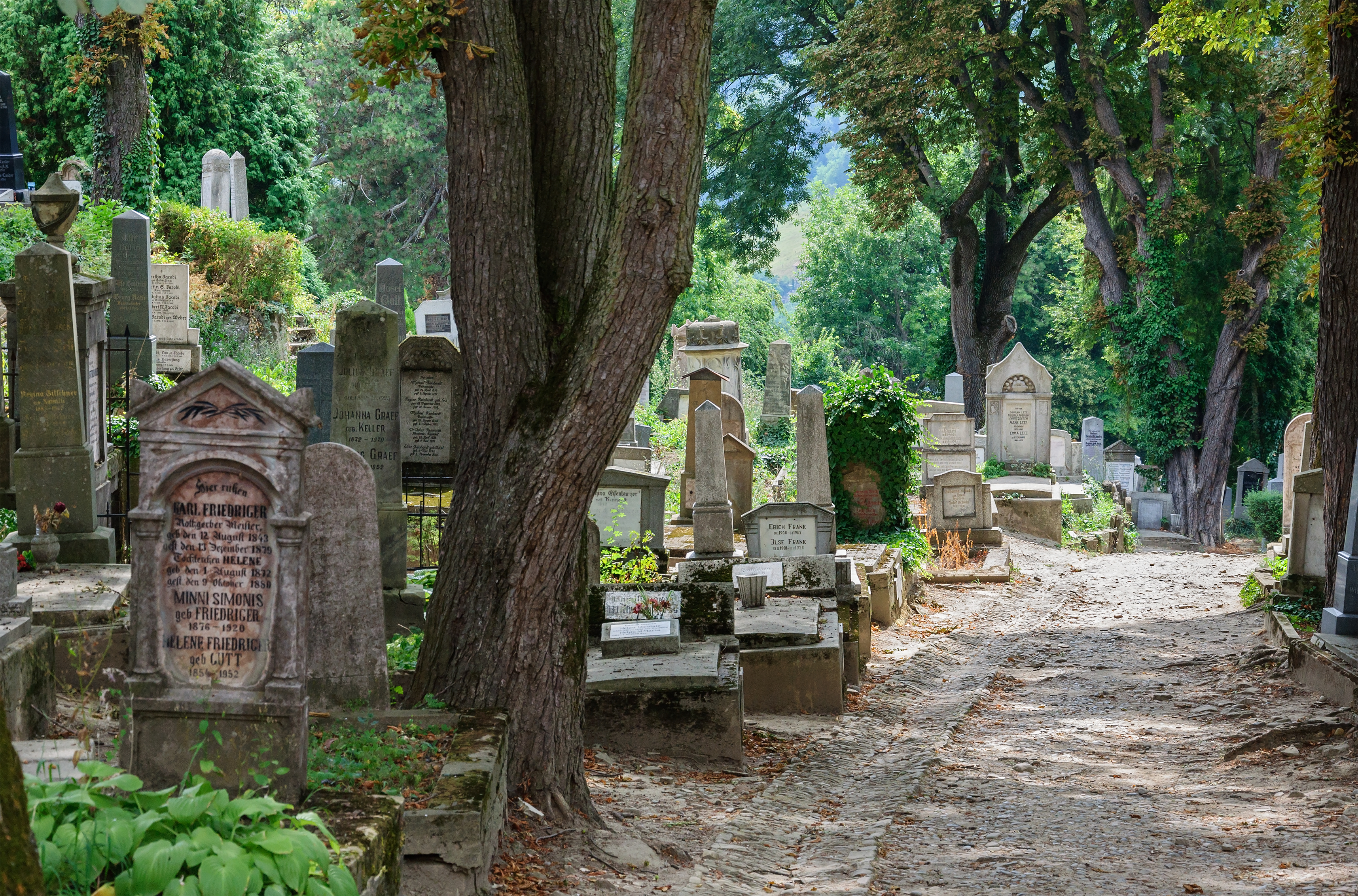
Старе німецьке кладовище